# Jogos Olímpicos de Verão de 1972
Jogos Olímpicos de Verão de 1972 (em alemão: Olympische Sommerspiele 1972), oficialmente conhecidos como os Jogos da XX Olimpíada, foram os Jogos realizados em Munique, cidade mais populosa do estado da Baviera na então Alemanha Ocidental, entre 26 de agosto e 11 de setembro de 1972 e até o começo de setembro estavam sendo considerados os melhores, mais pacíficos e tecnicamente perfeitos de todos os tempos, quando foram transformados no maior pesadelo já ocorrido na história das Olimpíadas.
Com a participação recorde de 121 nações e 7 134 atletas, foram organizados pelos alemães para celebrar a paz e nos seus primeiros dez dias a competição esportiva de alto nível ali realizada maravilhava o mundo. Mas na madrugada do dia 5 de setembro, oito árabes do grupo terrorista Setembro Negro invadiram a vila olímpica, mataram dois membros da equipe de Israel e fizeram outros nove de reféns. O que se seguiu, com a paralisação temporária dos Jogos e a morte de todos os reféns israelitas, ficou conhecido como o Massacre de Munique. 
Com todas as bandeiras dos países participantes a meio mastro e uma missa no estádio olímpico em honra das vítimas, após 34 horas de interrupção os Jogos voltaram a acontecer, após a insistência e a célebre frase – para uns realista, para outros polêmica e para muitos, infame – do presidente do Comité Olímpico Internacional (COI), Avery Brundage: “Os Jogos devem continuar!”. Anos depois, foram encontrados alguns dos telegramas diplomáticos que estavam nos arquivos. Neles, constata-se algo surpreendente: o COI e os organizadores alemães decidiram que interromper o evento poderia atrapalhar as operações policiais em curso. Mas outro motivo também foi apresentado: a TV alemã que havia pago milhões para mostrar a Olimpíada não tinha um plano B para colocar no ar uma programação alternativa. A tradução do documento encontrado diz o seguinte: "Foi decidido não interromper os Jogos. Os motivos: 1. a possibilidade de que pará-los possa atrapalhar os esforços da polícia (de resgatar os reféns). 2. A televisão alemã não tem alternativas à programação".

## Processo de candidatura
Munique ganhou o direito de sediar os XX Jogos Olímpicos em 26 de abril de 1966, na 64ª sessão do Comitê Olímpico Internacional, realizada em Roma, Itália, superando as candidaturas de Detroit, Madrid e Montreal.
| Cidade   | CON                | Rodada 1 | Rodada 2 |
| Munique  | Alemanha Ocidental | 29       | 31       |
| Madrid   | Espanha            | 16       | 16       |
| Montreal | Canadá             | 6        | 13       |
| Detroit  | Estados Unidos     | 6        | -        |

## Fatos e destaques

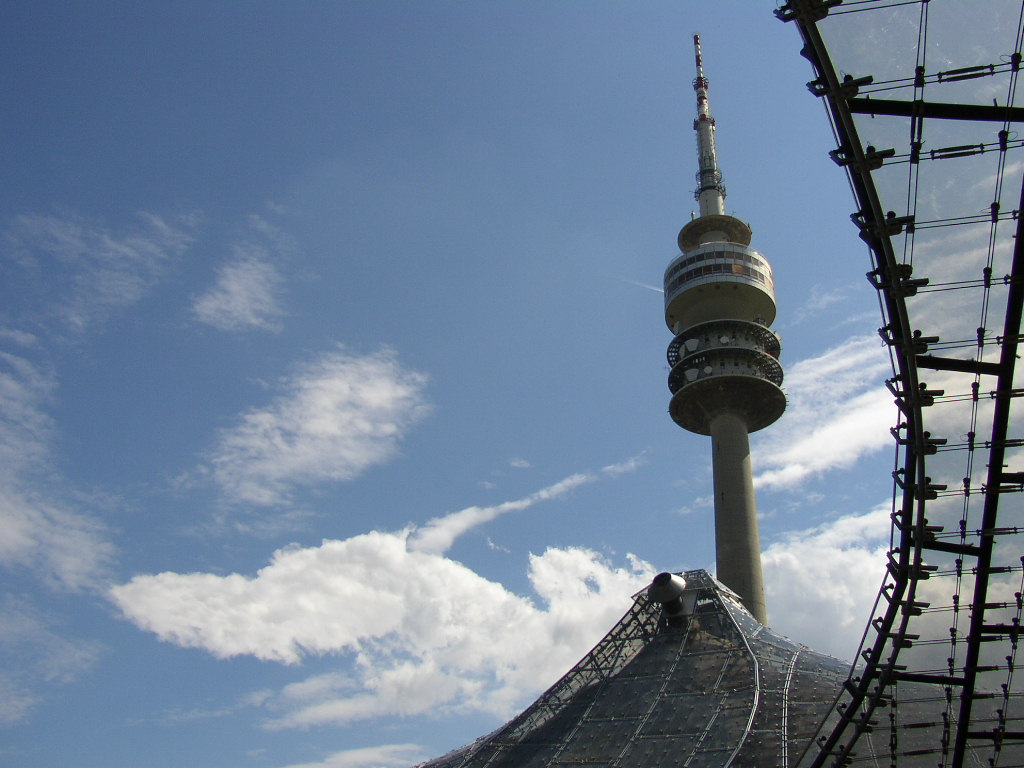
Vista da torre do complexo olímpico de Munique.

- O grande nome de Munique e um dos maiores de todos os Jogos Olímpicos foi o do nadador norte-americano Mark Spitz. Campeão olímpico de sete provas da natação, Spitz também quebrou o recorde mundial de todas elas, numa façanha sem paralelos no mundo do esporte.  Além disso, duas de suas medalhas e recordes foram conquistados na piscina no mesmo dia e com apenas uma hora de diferença entre elas. O feito de Spitz, que assombrou o mundo, transformou-o num alvo preferencial do terrorismo por ser judeu e ele foi retirado às pressas da cidade após o ataque à vila olímpica e enviado de volta aos Estados Unidos.[4] Sua façanha o transformou num dos maiores nomes da natação mundial de todos os tempos e somente veio a ser superada nos Jogos Olímpicos de Pequim, em 2008, pelo também norte-americano Michael Phelps, que ganhou 8 medalhas de ouro.[5] Após Munique, promovido a patrimônio nacional e xodó oficial do seu povo – a cerimônia de seu casamento, pouco tempo depois dos Jogos, teve a cobertura de nada mais nada menos que 600 jornalistas dos Estados Unidos e do resto do mundo - o bem apessoado Spitz ficou milionário como garoto propaganda.

- Resgatando a tradição de seus compatriotas nas corridas de fundo, o finlandês Lasse Viren conquistou o ouro nos 5 000 e nos 10 000 m, este último de maneira sensacional, caindo ao chão depois de um choque no meio da prova e ainda se recuperando não apenas para ganhar a prova mas também para quebrar o recorde mundial. Viren ganharia novamente as mesmas provas em Montreal quatro anos depois, numa dobradinha espetacular, sendo o único atleta a ter conquistado quatro medalhas de ouro nas duas provas olímpicas de pista de longa distância, o chamado double-double.

- O tiro com arco e o handebol foram re-introduzidos no programa olímpico após um período de ausência.

- Os Jogos de 1972 tiveram pela primeira vez um mascote, o cachorrinho linguiça Waldi, tal mascote era um cachorro da raça dachshund, foi criado por Elena Winschermann. Essa raça de cachorro é muito popular na Bavária e é famoso por sua resistência, tenacidade e agilidade. De acordo com o livro “Maratona Olímpica” (2000), a rota da maratona Olímpica de 1972 correspondeu ao formato da mascote. Com a cabeça do cachorro no sentido oeste, a rota teve início no pescoço e os atletas correram no sentido anti-horário.

Pôster dos jogos de 1972

- Pela primeira vez o juramento olímpico também passou a ser feito pelos juízes.

- A amazona alemã-ocidental Liselott Linsenhoff, competindo no adestramento, tornou-se a primeira mulher a conquistar a medalha de ouro individual do hipismo.

- A estrela da mídia nestes Jogos foi a ginasta soviética Olga Korbut, que com sua simpatia chamou a atenção da mídia internacional.

- Herdeira de sua compatriota Dawn Fraser, a australiana Shane Gould, de 16 anos, que tinha a mania de ir à cerimônia de premiação no pódio agarrada a um ursinho de pelúcia, ganhou três medalhas de ouro e duas de prata na natação.

- Os velocistas americanos Rey Robinson e Eddie Hart, franco favoritos na prova dos 100 m rasos, ganharam facilmente suas primeiras baterias eliminatórias mas dormiram demais, perderam a hora da semifinal, foram eliminados e tiveram que assistir pela TV da vila a vitória do soviético Valery Borzov, que também ganhou a prova dos 200 m.

- Munique também teve seu drama esportivo para os americanos. Campeões consecutivos do basquetebol desde os Jogos de 1936, na mais absoluta supremacia que uma única nação teve sobre determinado esporte olímpico, viram a medalha de ouro escapar numa final tensa contra a União Soviética, em que tiveram uma derrota de 51 a 50 graças a um polêmico erro na contagem do tempo, que permitiu aos soviéticos uma cesta no último segundo. Revoltados com o acontecido, se recusaram a receber as medalhas de prata, que até hoje se encontram guardadas num cofre na sede do COI na Suíça.

- Para os soviéticos, eternos vice-campeões no basquete para os americanos, esta conquista teve tamanho sabor que oito anos depois, nos Jogos de Moscou, coube ao capitão desta equipe Sergei Belov, acender a pira olímpica na cerimônia de abertura.

- Foi a primeira vez que os Jogos Olímpicos foram transmitidos ao vivo para o Brasil.

## Modalidades disputadas
| - Atletismo (detalhes) - Basquete (detalhes) - Boxe (detalhes) - Canoagem (detalhes) - Ciclismo (detalhes) - Esgrima (detalhes) - Futebol (detalhes) - Ginástica (detalhes) - Halterofilismo (detalhes) - Handebol (detalhes) - Hóquei sobre grama (detalhes) - Hipismo (detalhes) |  | - Judô (detalhes) - Lutas (detalhes) - Natação (detalhes) - Pentatlo moderno (detalhes) - Pólo aquático (detalhes) - Remo (detalhes) - Saltos ornamentais (detalhes) - Tiro (detalhes) - Tiro com arco (detalhes) - Vela (detalhes) - Voleibol (detalhes) |

## Países participantes

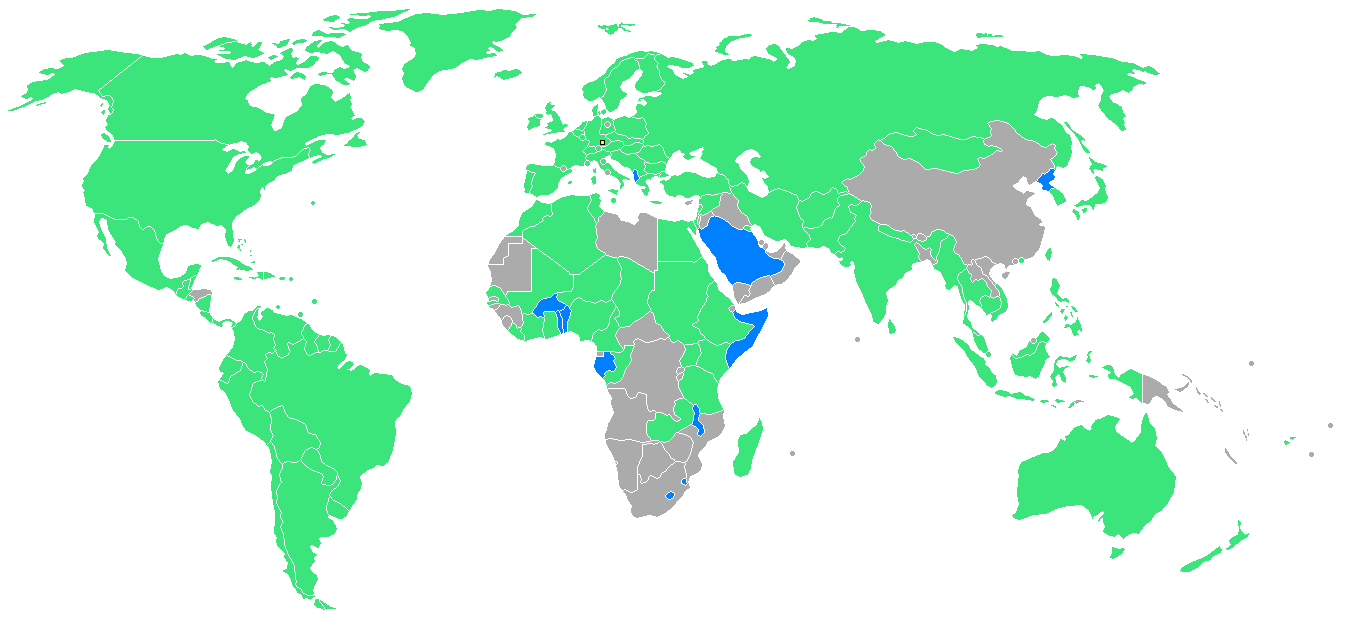
Participantes dos Jogos Olímpicos em 1972, com as nações estreantes em azul

Atletas de 121 Comitês Olímpicos Nacionais foram representadas nos Jogos de 1972. Onze delegações fizeram sua primeira aparição olímpica: Albânia, Alto Volta (atual Burquina Fasso), Arábia Saudita, Coreia do Norte, Daomé (atual Benim), Gabão, Lesoto, Maláui, Somália, Suazilândia e Togo.
A Rodésia foi impedida de participar pelo Comitê Olímpico Internacional a quatro dias antes da cerimônia de abertura, após alguns países africanos protestarem contra o regime de governo do país.
Na lista abaixo, o número entre parênteses indica o número de atletas por cada nação nos Jogos:
- AFG Afeganistão (8)
- ALB Albânia (5)
- FRG Alemanha Ocidental (423)
- GDR Alemanha Oriental (297)
- VOL Alto Volta (1)
- AHO Antilhas Neerlandesas (2)
- KSA Arábia Saudita (10)
- ALG Argélia (5)
- ARG Argentina (92)
- AUS Austrália (168)
- AUT Áustria (111)
- BAH Bahamas (20)
- BAR Barbados (13)
- BEL Bélgica (88)
- BER Bermudas (9)
- BIR Birmânia (18)
- BOL Bolívia (11)
- BRA Brasil (81)
- BUL Bulgária (130)
- CMR Camarões (11)
- CAN Canadá (208)
- CEY Ceilão (4)
- CHA Chade (4)
- TCH Checoslováquia (181)
- CHI Chile (11)
- COL Colômbia (59)
- CGO Congo (6)
- PRK Coreia do Norte (37)
- KOR Coreia do Sul (42)
- CIV Costa do Marfim (11)
- CRC Costa Rica (3)
- CUB Cuba (137)
- DAH Daomé (3)
- DEN Dinamarca (126)
- EGY Egito (23)
- ESA El Salvador (11)
- ECU Equador (2)
- ESP Espanha (123)
- USA Estados Unidos (400)
- ETH Etiópia (31)
- FIJ Fiji (2)
- PHI Filipinas (53)
- FIN Finlândia (96)
- FRA França (227)
- GAB Gabão (1)
- GHA Gana (35)
- GBR Grã-Bretanha (284)
- GRE Grécia (60)
- GUA Guatemala (8)
- GUY Guiana (3)
- HAI Haiti (7)
- HBR Honduras Britânicas (1)
- HKG Hong Kong (10)
- HUN Hungria (232)
- ISV Ilhas Virgens Americanas (16)
- IND Índia (41)
- INA Indonésia (6)
- IRI Irã (48)
- IRL Irlanda (59)
- ISL Islândia (25)
- ISR Israel (14)
- ITA Itália (224)
- YUG Iugoslávia (126)
- JAM Jamaica (33)
- JPN Japão (184)
- KUW Kuwait (4)
- LES Lesoto (1)
- LIB Líbano (19)
- LBR Libéria (5)
- LIE Liechtenstein (6)
- LUX Luxemburgo (11)
- MAD Madagascar (11)
- MAS Malásia (45)
- MAW Malawi (16)
- MLI Mali (3)
- MLT Malta (5)
- MAR Marrocos (35)
- MEX México (174)
- MON Mônaco (5)
- MGL Mongólia (39)
- NEP Nepal (2)
- NCA Nicarágua (8)
- NIG Níger (4)
- NGR Nigéria (25)
- NOR Noruega (112)
- NZL Nova Zelândia (89)
- NED Países Baixos (119)
- PAN Panamá (7)
- PAK Paquistão (25)
- PAR Paraguai (3)
- PER Peru (20)
- POL Polônia (290)
- PUR Porto Rico (53)
- POR Portugal (29)
- KEN Quênia (57)
- ROC República da China (21)
- DOM República Dominicana (5)
- KHM República Quemer (9)
- ROU Romênia (159)
- SMR San Marino (7)
- SEN Senegal (38)
- SIN Singapura (7)
- SYR Síria (5)
- SOM Somália (3)
- SWZ Suazilândia (2)
- SUD Sudão (26)
- SWE Suécia (131)
- SUI Suíça (151)
- SUR Suriname (2)
- THA Tailândia (33)
- TAN Tanzânia (15)
- TOG Togo (7)
- TRI Trinidad e Tobago (19)
- TUN Tunísia (35)
- TUR Turquia (43)
- UGA Uganda (33)
- URS União Soviética (371)
- URU Uruguai (13)
- VEN Venezuela (23)
- VIE Vietnã (2)
- ZAM Zâmbia (11)

## Quadro de medalhas
| Ordem | País                   | Medalha de ouro | Medalha de prata | Medalha de bronze |    |  |
| ----- | ---------------------- | --------------- | ---------------- | ----------------- | -- |  |
| 1     | URS União Soviética    | 50              | 27               | 22                | 99 |  |
| 2     | USA Estados Unidos     | 33              | 31               | 30                | 94 |  |
| 3     | GDR Alemanha Oriental  | 20              | 23               | 23                | 66 |  |
| 4     | FRG Alemanha Ocidental | 13              | 11               | 16                | 40 |  |
| 5     | JPN Japão              | 13              | 8                | 8                 | 29 |  |
| 6     | AUS Austrália          | 8               | 7                | 2                 | 17 |  |
| 7     | POL Polônia            | 7               | 5                | 9                 | 21 |  |
| 8     | HUN Hungria            | 6               | 13               | 16                | 35 |  |
| 9     | BUL Bulgária           | 6               | 10               | 5                 | 21 |  |
| 10    | ITA Itália             | 5               | 3                | 10                | 18 |  |
|       |                        |                 |                  |                   |    |  |
| 41    | BRA Brasil             |                 |                  | 2                 | 2  |  |

## Artigos relacionados
- Lista dos Jogos Olímpicos da Era Moderna
- Massacre de Munique